# لا هيرلير
لا هيرلير (بالفرنسية: La Herlière)‏ هي بلدية تقع في إقليم باد كاليه من منطقة نور با دو كاليه في شمال فرنسا. تبلغ مساحة هذه المدينة 5.4 (كم²)، وترتفع عن سطح البحر 171 م، يبلغ عدد سكانها 158 نسمة حسب إحصاء المعهد الوطني للإحصاء والدراسات الاقتصادية سنة 2009 م. وترأس Alain Traisnel البلدية خلال فترة (2008-2014).